# Riksdagen 1789
Riksdagen 1789 hölls i Stockholm och sammankallades av kung Gustav III. Riksdagen skedde under det pågående kriget med Ryssland och ledde till införandet av Förenings- och säkerhetsakten.

## Bakgrund

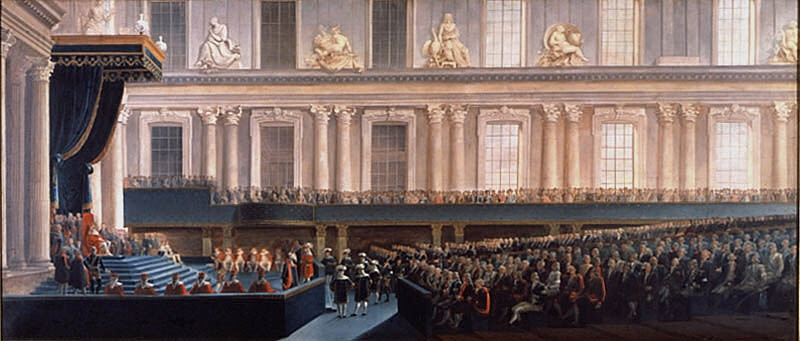
Gustaf III på tronen i Rikssalen på Stockholms slott vid Riksdagens öppnande 1789. Målning av Louis Jean Desprez.

I juni 1788 hade Gustav III:s ryska krig inletts i östra delen av riket, i Finland. Kungen hade under krigets inledning befunnit sig på plats i Finland, men läget var svårt, och inget avgörande kunde nås varken till sjöss eller till lands. Dessutom hade en mängd officerare startat en sammansvärjning och stämplade till förräderi genom att på egen hand ha författat en skrivelse, Liikala-noten, som de skickat till fienden.
Sammansvärjningen kallas Anjalaförbundet, då förövarna träffades på Anjala gård i Finland. Officerarna erbjöd Katarina den stora fred, då de ansåg att kriget stred mot regeringsformen. Kungen avvaktade med hur han skulle bemöta denna utmaning mot hans egen ställning.
Under september förklarade Danmark-Norge Sverige krig och gick in i Bohuslän med sikte på Göteborg (det så kallade Teaterkriget). Kungen kunde nu lämna Finland, utan att det såg ut som en flykt och han begav sig snabbt till Mora där han den 14 september talade till Dalkarlarna. Kungen framträdde i Livgardets uniform och ber om hjälp mot sina och rikets fiender och flera tusen dalkarlar ställer upp. Kungen kunde här spela på folkets traditionella misstro mot Danmark och Ryssland, men även på deras avsky för adelsmän. Kungen kunde lägga ut orden om de förrädiska adelsmännen i Finland som ville sälja ut landet till Ryssland. 
Med de nya trupperna, samt med hjälp av engelska medlare, ingick Sverige ett stilleståndsavtal med Danmark den 12 november. Nu kunde kungen ta itu med Anjalaförbundet, vars folkliga stöd var lågt, och under slutet av året började samtliga deltagare i förbundet arresteras.
Kungen återkom till Stockholm i december i något som kan liknas vid en triumf. Danskarna var neutraliserade i väster, och sammansvärjningen avhjälpt, dessutom hade han nu brett folkligt stöd mot adeln. Kungen valde då att inkalla till riksdag under januari 1789.

## Riksdagen
Riksdagen öppnades officiellt i Rikssalen på Stockholms slott med Riksdagens högtidliga öppnande den 2 februari 1789. Officiellt var huvudsyftet att skaffa fram pengar till det pågående kriget mot Ryssland. Kungen utsåg som vanligt alla talmän i de fyra stånden, och han hade vid denna riksdag bra kontroll över de ofrälse stånden, Prästeståndet, Borgarståndet samt Bondeståndet. Dock kunde han inte räkna med Adeln, som inom sig var uppdelad i flera olika fraktioner. Diskussionerna inom framförallt adelsståndet drog ut på tiden, så att Gustav III den 17 februari kallade samtliga stånd till plenum plenorum på Rikssalen på Stockholms slott.

### Talmännen[1]
Följande talmän för de fyra stånden som utgjorde ståndsriksdagen valdes av Gustaf III:
- Höglovliga Ridderskapet och adeln - Lantmarskalk Charles Emil Lewenhaupt d. y.
- Högvördiga Prästerskapet (Prästeståndet) - Ärkebiskop av Uppsala Uno von Troil
- Vällovliga Borgarståndet - Rådmannen i Stockholm Anders Liidberg
- Hedervärda Bondeståndet - Olof Olsson från Östergötland (efter hans död i mars 1789 valdes Anders Andersson i Tavelsjö)

### 2 februari 1789[2]
- Wikisource har originalverk som rör Riksdagen 1789.

Dagen inleddes med den obligatoriska gudstjänsten i Storkyrkan som föreskrevs i Riksdagsordningen, där framfördes bland annat Joseph Martin Kraus nykomponerade marsch, Riksdagsmarsch. Därefter tågade de fyra stånden till rikssalen.
I rikssalen höll kung Gustav III Riksdagens högtidliga öppnande, där han läste upp sitt trontal för de församlade riksdagsmännen av de fyra stånden. Kungen berättade vad som hänt i riket sedan Riksdagen 1786 och han målade upp ett land som hotades av både yttre fiender och intre splittring, där han anspelade på Anjalaförbundet.
| ” | Vårt lugn är försvunnit, Riket skakadt af inhemska och utländska fiender, tvedrägtsandan färdig att bryta de fjättrar som den tyglade, Rikets sjelfständighet, dess ära, dess bestånd i fara: sådant är det tillstånd, som nu fordrat eder sammankomst; men ju större faror omgifva mig och Eder, ju större svårigheter att öfvervinna, ju större är äran att med frimodighet dem emotstå. | „ |

Dock har läget bättrats, Dalkarlarna har bistått kungen, Danmark har tvingats till vapenstillestånd, och hela riket har rest sig för att gemensamt möta fienderna utom och inom riket.
| ” | Omgifvit af så många faror, syntes Rikets grundvalar skakade; men det är under en stor våda stora dygder sig visa. Fienden kände oss ej rätt, och af sjelfva faran förenade, syntes Svenskarnes patriotiska kärlek upplifvas. Det var Eder förbehållit, J redlige Dannemän, att först gifva detta frimodiga exempel, och like edra tappra förfäder, frivilligt beväpnade, skynda till min och fäderneslandets hjelp. | „ |

Kungen vill att varje stånd skyndsamt skall fatta beslut kring de propositioner som kungen lämnar, för att skyndsamt kunna slutföra kriget. Mot slutet av talet pekade han på att enighet måste råda i situationen, så att rikets fiender kunde se att hela det svenska folket slöt upp.
| ” | Varen Eder värdige, värdige edra medborgares förtroende, och stiften ifrån denna stund en förening emellan Konung och Folk, som gör oss fruktade af våra fiender och återför lugn och förtroende ibland oss. | „ |

### 17 februari 1789
Sedan öppningen av riksdagen den 2 februari hade kungen stöd av de tre ofrälse stånden, borgarståndet föreslog ett offentligt tack till kungen för hans sätt att hantera kriget, samtidigt som man uttryckte sin avsky för Anjalaförbundet. Inom adeln jäste dock missnöjet, och diskussionerna i riddarhuset blev livliga mellan de som stödde kungen och de som inte gjorde det. Vissa av adelns sammankomster ledde nästan till slagsmål, och den gamle lantmarskalken blev tvingad att ändra tidigare beslut. Kungen beslutade mot bakgrund av detta att offentligt konfrontera adeln, varför han kallade till plenum plenorum på Rikssalen den 17 februari.
Runt slottet hade kungen placerat ut Borgerskapets infanteri, och dessutom dubblerat vakterna i och vid rikssalen. I själva rikssalen satt adelsmännen till höger från tronen sett, de övriga tre stånden till vänster. Adeln hade samlat hela 949 personer, fler än de övriga tre stånden tillsammans. Kungen träder nu in i full ornat, med kronan på huvudet, den kungliga manteln över axlarna och med spira och riksäpple i händerna. Därefter sätter han sig på tronen och håller ett tal där adeln förebrås för att de försöker försena och fördröja riksdagen vilket sätter rikets säkerhet på spel. Dessutom anser kungen att de inte följer riddarhusordningen samt att de varit otrevliga mot lantmarskalken. Han avslutar sitt tal med;
| ” | Alltså haven I att nu genast begiva eder härifrån till riddarhuset, där formera en deputation, som den förste greven anförer (Brahe), med vilken I greve Fersen, I friherre Carl de Geer, och I andra, som ären nämnda i lantmarskalkens skrift, kommen att följa för att på tillbörligt sätt göra honom ursäkt... | „ |

Detta var första gången en svensk kung körde ut rikets adelsmän från rikssalen.
Greve Fersen reste sig och bad om ordet. Kungen slog då en klubba i bordet och sa att de (adeln) hade kommit för att lyssna på honom, inte han på dem. Fersen bad då ånyo om ordet och sa att kungen inte kunde vägra ett helt stånd rätten att få förklara sig. Flera adelsmän ropade nu också att få ordet. Greve Brahe utropade att han inte skulle lämna salen förrän han givits en möjlighet att få förklara sig. Kungen upprepade nu sin befallning;
| ” | Avlägsna eder! och ni greve Brahe eder tillkommer att föra ridderskapet och adeln till Riddarhuset. Avlägsna eder! Avlägsna eder! | „ |

Då reste sig greve Fersen och sade Låt oss gå, varefter hela adelsståndet avtågade från rikssalen. De tre övriga stånden stannade kvar med kungen i rikssalen. Biskopen Olof Wallqvist skriver om detta att; Salen blev tom på adel. Den synen var ock ny. En konung med endast ofrälse män för sig är väl en sällsamhet, men den är icke obehaglig. Kungen vänder sig nu till de övriga tre stånden och säger;
| ” | I haven hört, vördige, förståndige, redlige Svenske män, vad jag varit tvungen att säga adeln. Med vad tillfredsställelse kan jag ej nu vända mig till Eder att ådagalägga min erkänsla, min aktning över den ordning, den laglighet, den enighet, den skyndsamhet I satt i befordran av allt, som jag begärt av eder till överläggningarnas skyndsamma företagande. | „ |

Därefter lägger kungen fram ett förslag där de ofrälse stånden får nya privilegier, samtidigt som kungens makt stärks. Detta sker genom den så kallade Förenings- och säkerhetsakten. Kungen lämnar salen till de övriga ståndens dånande applåder och rop av Gud bevare konungen!

### 20 februari - oppositionella arresteras
De tre ofrälse stånden uppvaktar gemensamt kungen den 20 februari där de framför att de stödjer den nya grundlagen, samt att man mer skyndsamt måste behandla riksdagens frågor, och då särskilt de som rör rikets försvar.
Kungen beslöt efter detta möte att arrestera ledarna inom adelsoppositionen, vilket skedde omgående, därefter kallade han samtliga stånd till nytt plenum plenorum i Rikssalen den 21 februari

#### De arresterade[4]
Totalt arresterades 19 personer vilka sattes i förvar. Arresteringarna startade vid lunchtid på dagen och utfördes av officerare vid Borgerskapets infanterikår. Dock arresterades Fersen, Horn och de Geer av kaptenlöjtnanten vid Livdrabantkåren Adam Ludvig Lewenhaupt, troligen på grund av deras höga rang och värdighet. 
Ingen av de arresterade gjorde motstånd, förutom överste Almfelt som lyckades ta sig förbi officerarna som skulle hämta honom i hans hem på Kungsholmen. Han tog sig till Carl de Geers hem på Stora Trädgårdsgatan, men fann där att de Geer redan blivit arresterad och dennes fru vägrade släppa in honom, varför han blev arresterad där och förd till förvar.
Då greve Horn blev arresterad av Lewenhaupt som visade upp arresteringsordern som var undertecknad av kungen, frågade Horn enligt vilken lag detta gjordes. Lewenhaupt svarade då "- Enligt samma lag, enligt vilken greve Horn arresterade rådet 1772". Lewenhaupt syftade på att Horn hade hjälpt kungen vid dennes statsvälvning den 19 augusti 1772, och då arresterat det dåvarande riksrådet.
Följande arresterade och sattes i förvar på Fredrikshovs slott:
- Rikrådet, greve Axel von Fersen d.ä.
- Kammarherren, friherre Carl de Geer
- Kammarherren, friherre Adolf Ludvig Stierneld
- Generalen, greve Fredric Horn
- Översten, friherre Gustaf Macklean
- Kammarherren, friherre Rutger Macklean
- Direktören, Claes de Frietzcky

Följande arresterades och sattes i förvar i Högvakten:
- Överste, Lorens Peter Almfelt
- Överste, Carl Mauritz von Gertten
- Justitiekanslern, Joakim Vilhelm Liliestråle
- Riddarhussekreteraren, Carl Gustaf Bungencrona

Följande arresterades och sattes i förvar på Kastenhof:
- Kungl. sekreteraren, Johan von Engeström
- Löjtnanten, Johan Almfelt
- Översten, Albrecht Ihre

Följande fick husarrest
- Greve Magnus Fredrik Brahe
- Generalmajoren, friherre Carl Fredrik Pechlin
- Översten, Carl Fredrik von Schwartzer
- Lagmanen, Johan Adolf Spaldencreutz
- Majoren, Fredrik Otto von Bilberg

### 21 februari
Inför omröstningen den 21 februari av kungens nya förslag till tillägg till regeringsformen så hade flera exemplar av Förenings- och säkerhetsakten tryckts upp. Kungens förslag till tillägg till 1772 års regeringsform är den första riktiga ståndsutjämningen i Sverige, och den sker nästan 6 månader innan den franska revolutionen bryter ut. Förenings- och säkerhetsakten innebar i korthet;
- Kungen får börja krig och sluta fred utan samråd med Riksdagen
- Riksrådet avskaffas - istället tillsätter kungen de antal han anser behövs
- Högsta domstolen inrättas, där hälften av ledamöterna skall vara ofrälse
- De flesta ämbeten i riket kan i framtiden besättas med ofrälse personer
- Bönder ges rätt att köpa kronojord (Ett lika fritt folk bör äga lika rätt att besitta och förvärva jord i deras gemensamma fädernesland)
- Bönder får nu rätt att jaga på egen mark (har inte varit tillåtet sedan medeltiden)

Kungen ställer nu frågan om den nya lagen kunde godtas. Salen ekade av Ja!- och Nej!-röster. Kungen ställer frågan tre gånger och det framgår att de tre ofrälse stånden röstar ja, medan adeln röstar nej. Kungen ansåg därefter att frågan var med ja besvarad. Adeln bad om att få överlägga frågan på riddarhuset vilket beviljades, men eftersom tre av fyra stånd hade röstat för den, så skulle den börja gälla oavsett. Därefter skriver prästerna, bönderna och borgarna under den nya lagen, men adeln vill återigen ha tid till egna överläggningar.

### 27 april
Adelns överläggningar drog ut på tiden och den 27 april hade kungen fått nog. Kungen beger sav nu själv till riddarhuset där han gick in i riddarhussalen, där adeln sammanträdde under Lantmarskalkens ordförandeskap. Kungen sade att han som ättling till den tidigare adelsmannen Gustav Ericsson (Gustav Vasa) hade rätt att vara där. Han satte sig i lantmarskalkens stol, grep hans klubba och tog över mötet. Han frågade om adeln ville bifalla de skatter och pålagor som övriga stånd sagt ja till. Det hördes blandade ja- och nej-rop i salen. Kungen slog då klubban i bordet och förklarade att propositionen var bifallen. Därefter lämnade kungen, med sin svit, salen.
Riksdagen avslutades officiellt den 28 april 1789, då kungen tog avsked av riksdagsmännen i rikssalen på slottet.